# Trabrennbahn Hamburg-Bahrenfeld
Hamburg-Bahrenfeld är en travbana i Hamburg i norra Tyskland, som öppnade redan 1880.

## Om banan
Ovalen på Hamburg-Bahrenfeld mäter 1 040 meter, till skillnad från travbanor i Sverige som oftast mäter 1 000 eller 800 meter. Banan har vida kurvor, som innebär att upploppet är kort. För att göra loppen mer rättvisa har hästar på innerspår open stretch att tillgå.

### Större lopp
Det största loppet som körs på travbanan är Grosser Preis von Deutschland som körs i oktober varje år. Bland vinnarna återfinns hästar som Nu Pagadi, Tamla Celeber, On Track Piraten, Dreams Take Time, Riff Kronos, Exodus Hanover, Cruzado Dela Noche samt Diamanten.

### Publikkapacitet
Vid travtävlingar kan banan ta emot 30 000 åskådare, och vid konserter kan 90 000 personer gästa banan.